# Donoessus nigriceps
Donoessus nigriceps är en spindelart som beskrevs av Simon 1899. Donoessus nigriceps ingår i släktet Donoessus och familjen hoppspindlar. Inga underarter finns listade i Catalogue of Life.